# Cytherura forulata
Cytherura forulata är en kräftdjursart som beskrevs av Edwards 1944. Cytherura forulata ingår i släktet Cytherura och familjen Cytheruridae. Inga underarter finns listade i Catalogue of Life.